# Ohio Valley Conference
L'Ohio Valley Conference (OVC) è un'associazione sportiva universitaria di tutto il panorama sportivo statunitense, fondata nel 1948. Delle sei squadre che hanno fondato la conferenza, l'unica attualmente presente è la Morehead State. I club attualmente presenti sono 11, di cui solo 6 competono anche nel football americano. Western Illinois, che è entrata a far parte dell'OVC per la maggior parte degli sport nel 2023, non si unirà al football americano o al calcio maschile fino al 2024. Queste squadre giocheranno rispettivamente la stagione dell'autunno 2023 nella Missouri Valley Football Conference e nella Summit League.
Gli atenei sono provenienti dal Sud e dal Midwest degli USA e la sede si trova a Brentwood, nel Tennessee

## Membri attuali
- Eastern Illinois Panthers
- Lindenwood Lions
- Little Rock Trojans
- Morehead State Eagles
- SIU Edwardsville Cougars
- Southeast Missouri Redhawks
- Southern Indiana Screaming Eagles
- Tennessee State Tigers
- Tennessee Tech Golden Eagles
- UT Martin Skyhawks
- Western Illinois Leathernecks – membro per tutti gli sport tranne il football americano e il calcio maschile; entrambe le squadre si uniranno nel 2024